# Umberto Banchelli
Umberto Banchelli (Firenze, 1891 – Firenze, 1975) è stato un giornalista italiano.

## Biografia
Fu commissario della vigilanza del fascio di Firenze, con cui organizzò diverse spedizioni punitive. Esponente dell'area popolana e squadrista del fascismo toscano fu a capo del fascio autonomo fiorentino in opposizione al fascio legalitario di Perrone Compagni.
Nel 1923 pubblica la sua autobiografia: Le memorie di un fascista. La vera storia del fascismo fiorentino 1919-1923.
Fu direttore del periodico Il Pattuglione, espressione del dissidentismo fascista, che fu successivamente chiuso per ordine di Mussolini.
Escluso progressivamente dalla vita del PNF aderì poi alla RSI.
Nel 1945 venne condannato dal tribunale di Firenze per le violenze commesse nel 1921.